# Trýzel
Trýzel (Erysimum) je rod z čeledi brukvovitých který je tvořen mnoha druhy jejichž počet se stále vyvíjí, např. podle z roku 2003 asi 150 a podle z roku 2013 už 225. Rozšířen je téměř v celé Evropě, Asii, Africe, Americe i Austrálii.

## Popis
Rostliny to jsou jednoleté, ozimé, dvouleté nebo krátce vytrvalé s kořenem tenkým až hrubým s rozvětvenou hlavou. Jsou to rostliny s chlupy různě větvenými, dvou až čtyřramennými nebo hvězdicovitými. Pevná lodyha bývá oblá nebo slabě rýhovaná a může být jednoduchá nebo rozvětvená. Lodyžní střídavé listy jsou přisedlé nebo s řapíky a jejich čepele mají tvar elipsovitý, vejčitý, kopinatý, podlouhlý nebo čárkovitý, okraj je celistvý nebo různě zubatý či zvlněný a jsou porostlé různě větvenými chlupy. V přízemní růžici bývají listy s řapíky a jejich čepele mívají tvary obdobné lodyžním. Někdy jsou listy ve spodní a horní části lodyhy rozdílné. Některé druhy mají keřovitý vzrůst a lodyhy jim u báze dřevnatí.
Bisexuální květy na stopce vytvářejí vrcholová květenství hrozen nebo latu bez listenů s chlupatým vřetenem jenž se někdy při kvetení prodlužuje. Květy většinou voní s nestejnou a proměnlivou intenzitou. Čtyři vzpřímené úzce podlouhlé kališní lístky bývají mnohdy ve spodní části vakovitě vyduté a přitisknuté ke koruně, na vnější straně jsou chlupaté a mívají blanitý lem. Čtyři korunní lístky, často 2krát delší než kališní, jsou běžně v odstínech sírové, citrónové nebo zlatožluté barvy, méně častěji jsou bílé nebo nafialovělé. Gyneceum je parakarpní, chlupatý mnohovaječný (až 100) semeník je svrchní, čnělka někdy chybí, blizna bývá kulovitá nebo dvoulaločná, tyčinky v počtu šesti mají holé nitky a nesou podlouhlé prašníky. V květu jsou boční nebo střední nektarové žlázky. Blizna dozrává dříve než je zralý pyl v prašnících, rostliny jsou opylovány létajícím hmyzem. Jejich ploidie je 2n = 14 nebo 2n = 16.
Plody jsou mírně čtyřhranné, dvoupouzdré, většinou chlupaté šešule které vyrůstají vzpřímeně nebo šikmo odstávají, někdy jsou obloukovitě ohnuté, často mají zobáček. Holá semena jsou v pouzdrech umístěna v jedné i dvou řadách, bývají podlouhlá až elipsovitá a bez blanitého lemu, většinou jsou zbarvená hnědě.

## Význam
Většina druhů jsou planě rostoucí rostliny, které se velice dobře rozšiřují semeny. Některé jsou v určitých oblastech považovány za plevelné rostliny, jiné obsahující srdeční glykosidy se používají v lidovém léčitelství.

## Taxonomie
V České republice se trýzel vyskytuje v 11 druzích:
- trýzel Andrzejowského (Erysimum andrzejowskianum)
- trýzel hlavatý (Erysimum capitatum)
- trýzel chejr, chejr vonný (Erysimum cheiri)
- trýzel jestřábníkolistý (Erysimum virgatum)
- trýzel malokvětý (Erysimum cheiranthoides)
- trýzel rozkladitý (Erysimum repandum)
- trýzel rozvětvený (Erysimum diffusum)
- trýzel škardolistý (Erysimum crepidifolium)
- trýzel tvrdý (Erysimum durum)
- trýzel velkokvětý (Erysimum perofskianum)
- trýzel vonný (Erysimum odoratum)[6]

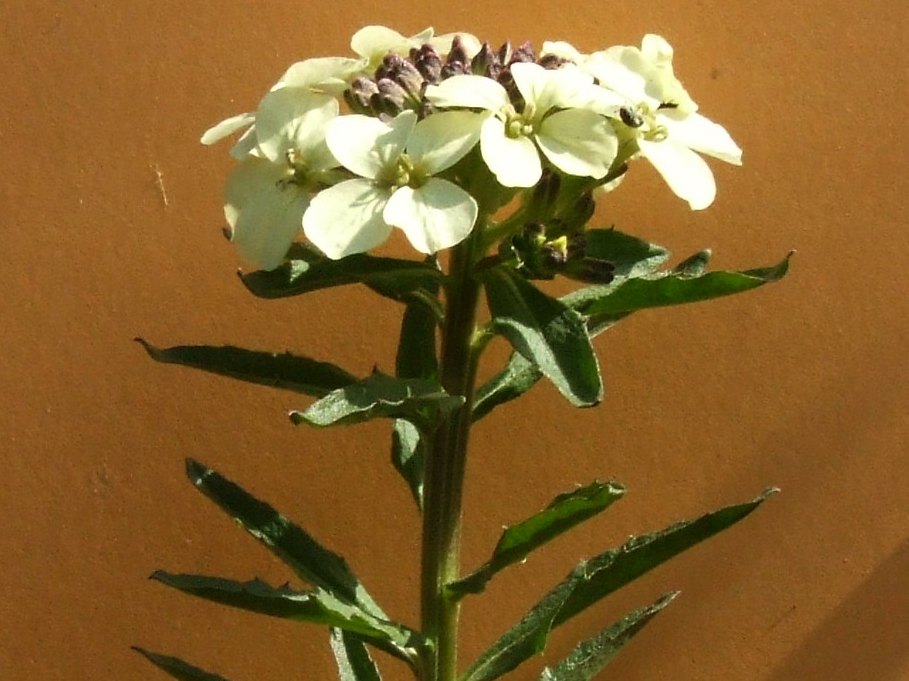
trýzel Witmannův
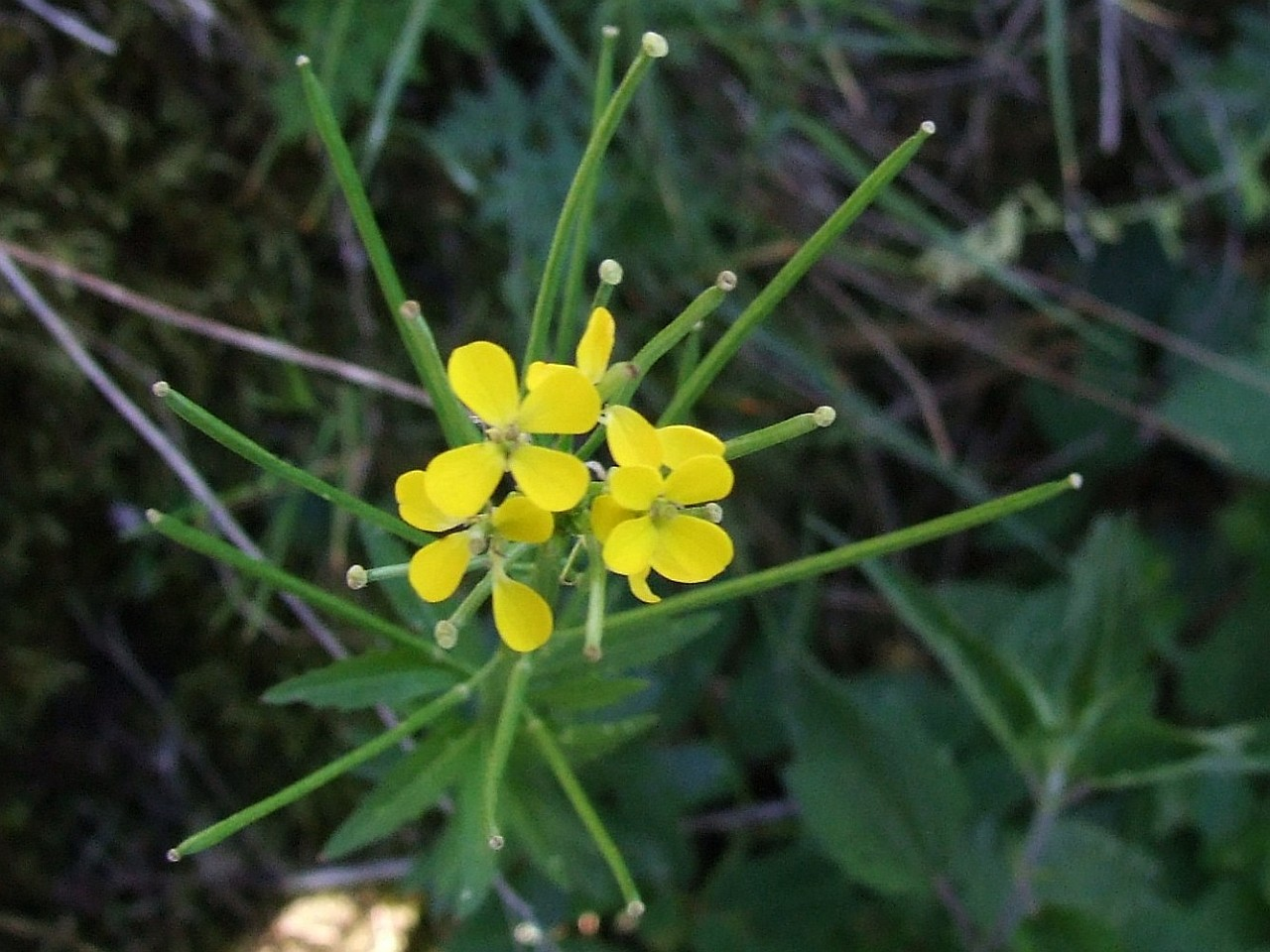
trýzel pieninský
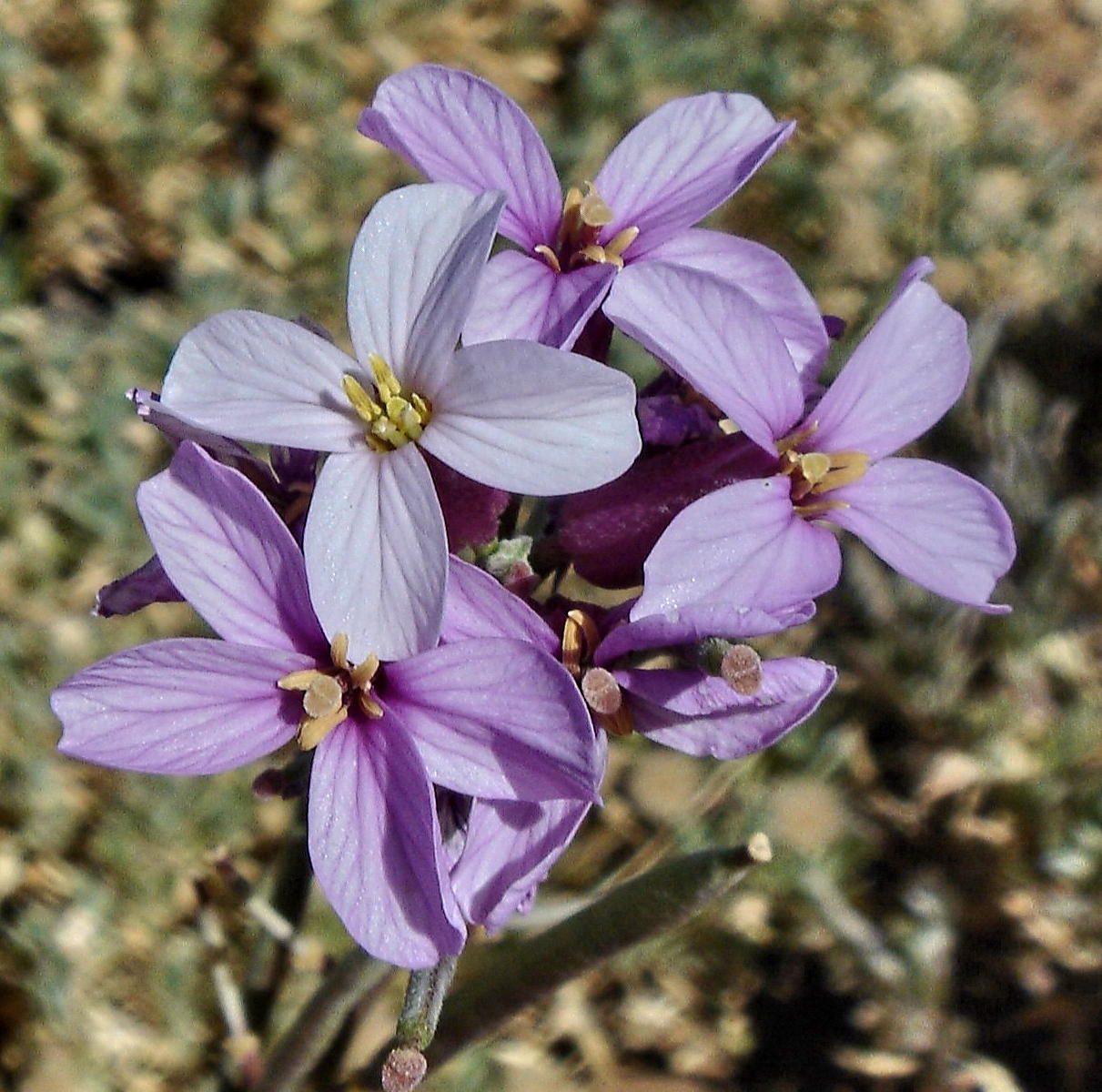
trýzel prutnatý
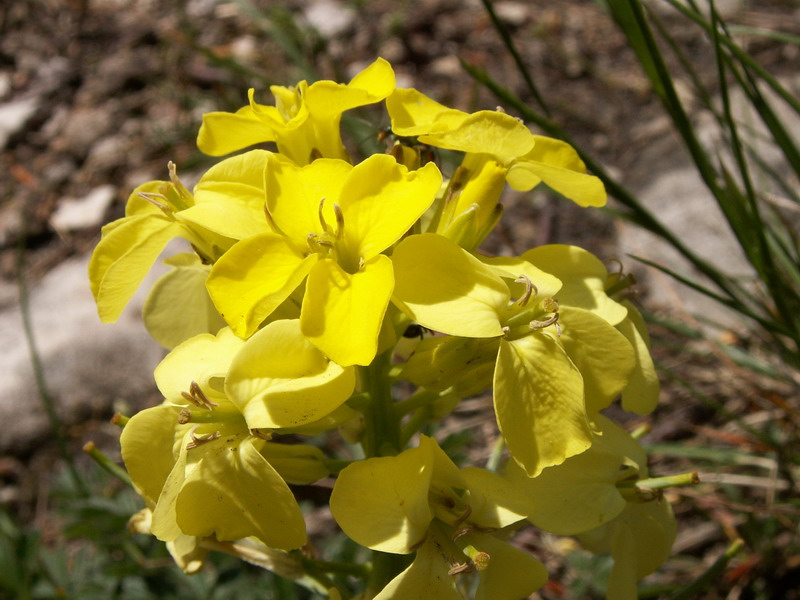
trýzel pochybný
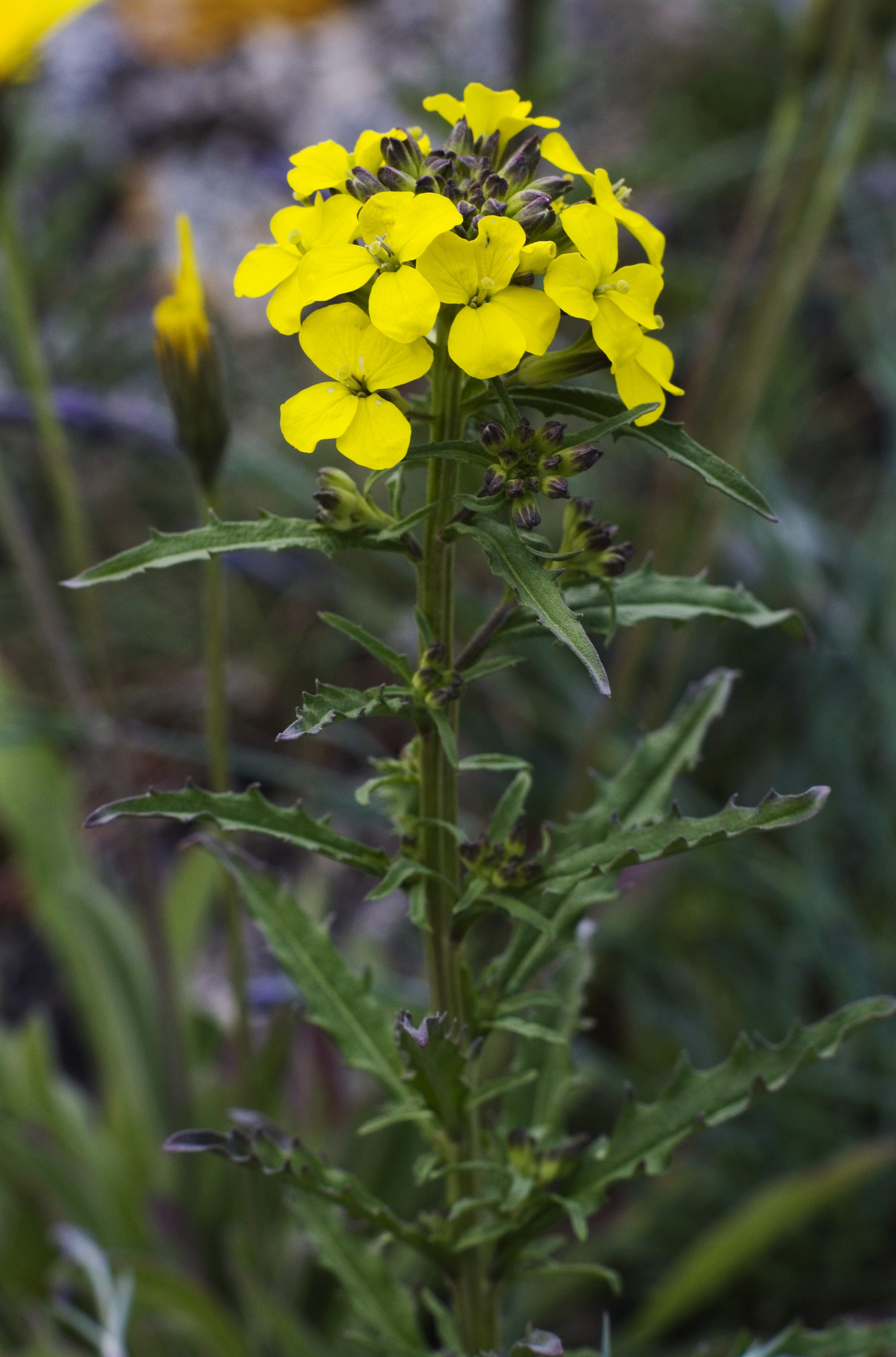
trýzel vonný
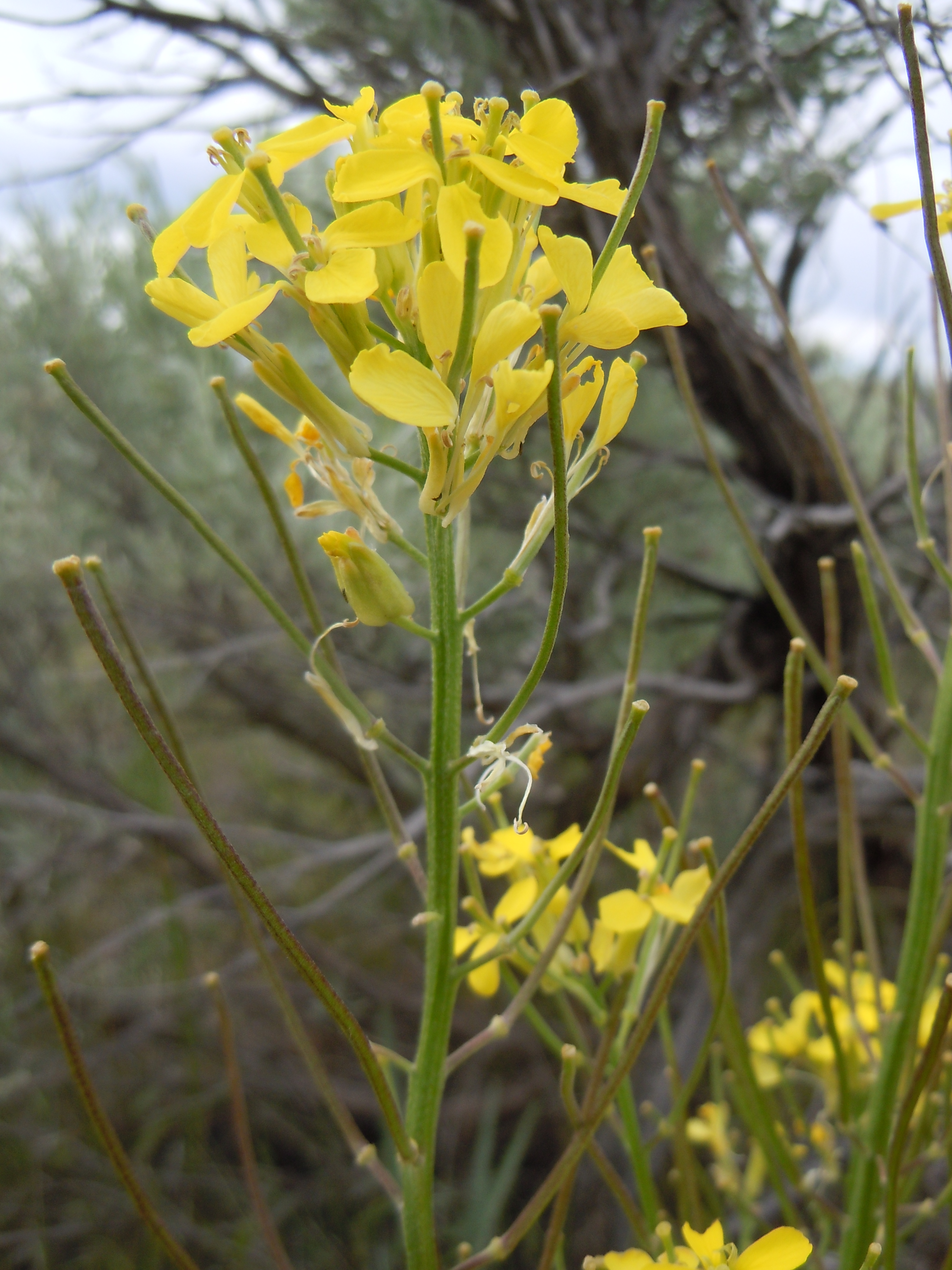
trýzel hlavatý
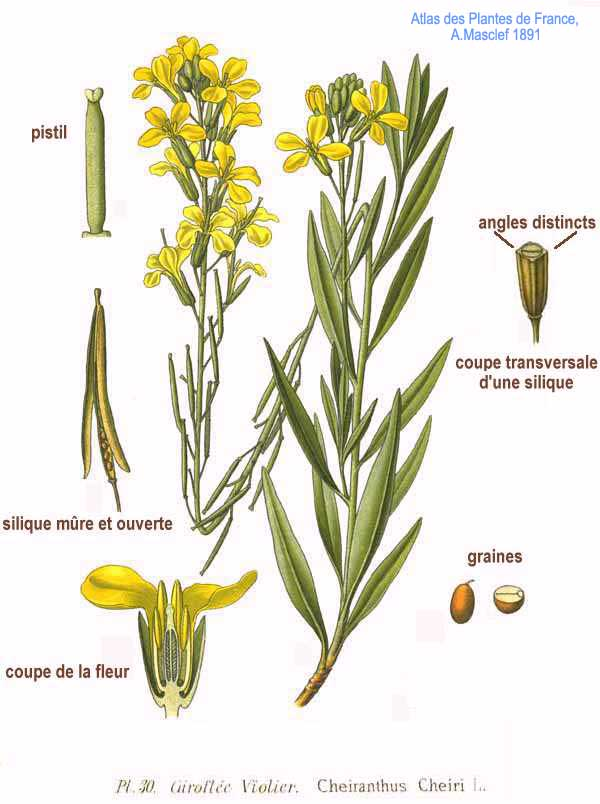
trýzel chejr, chejr vonný
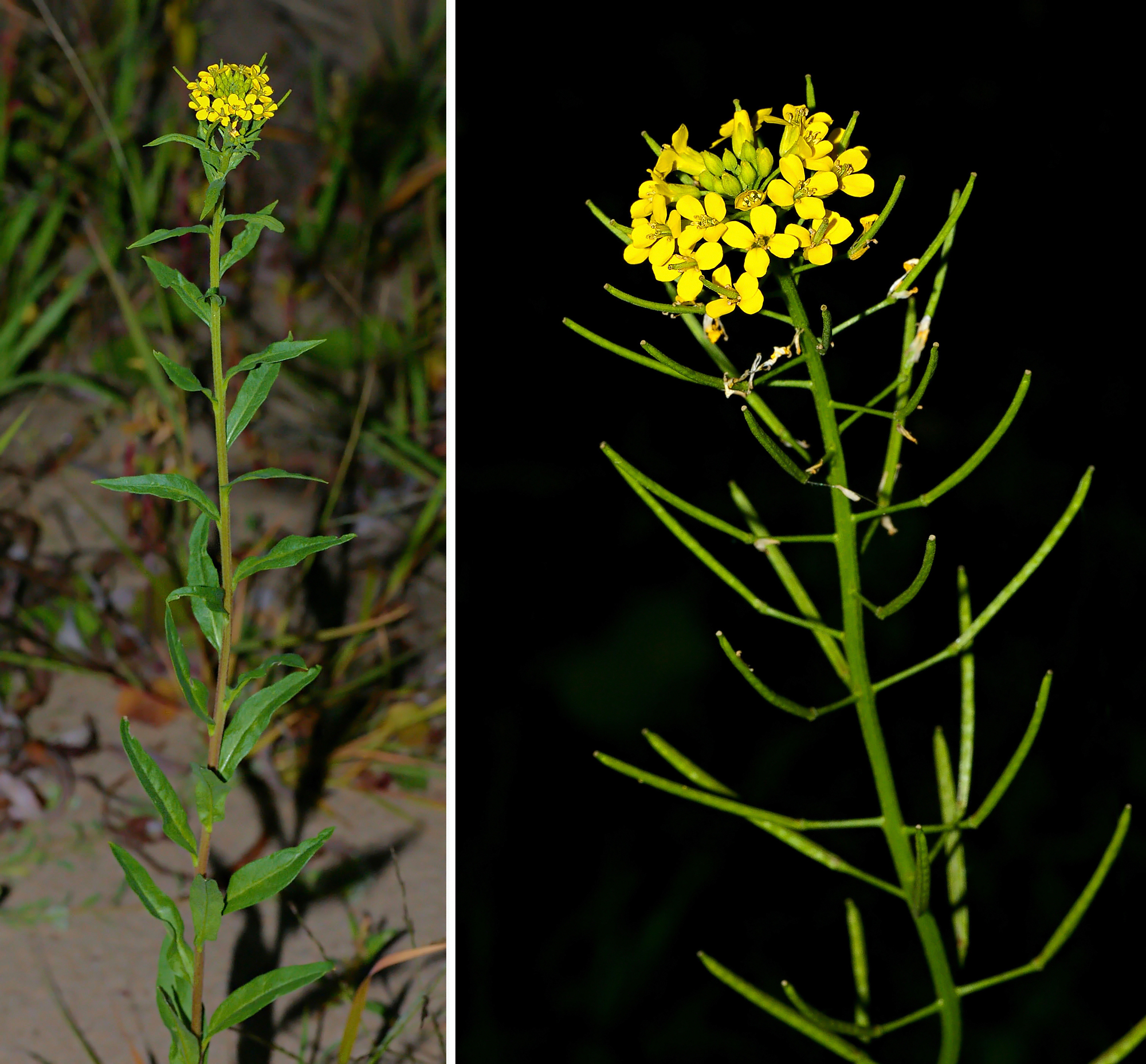
trýzel malokvětý
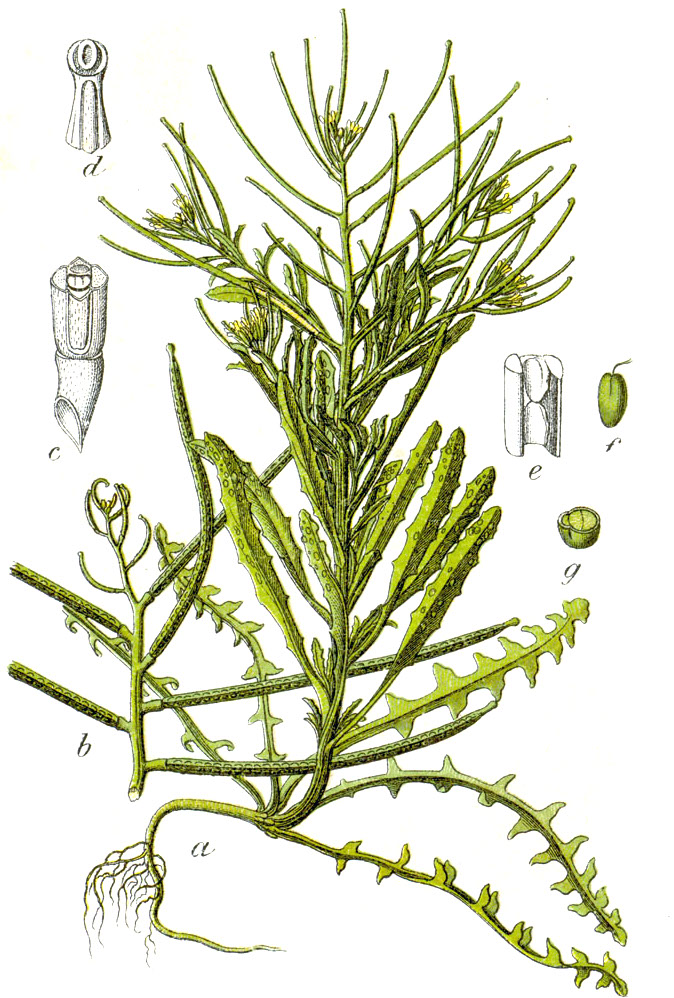
trýzel rozkladitý
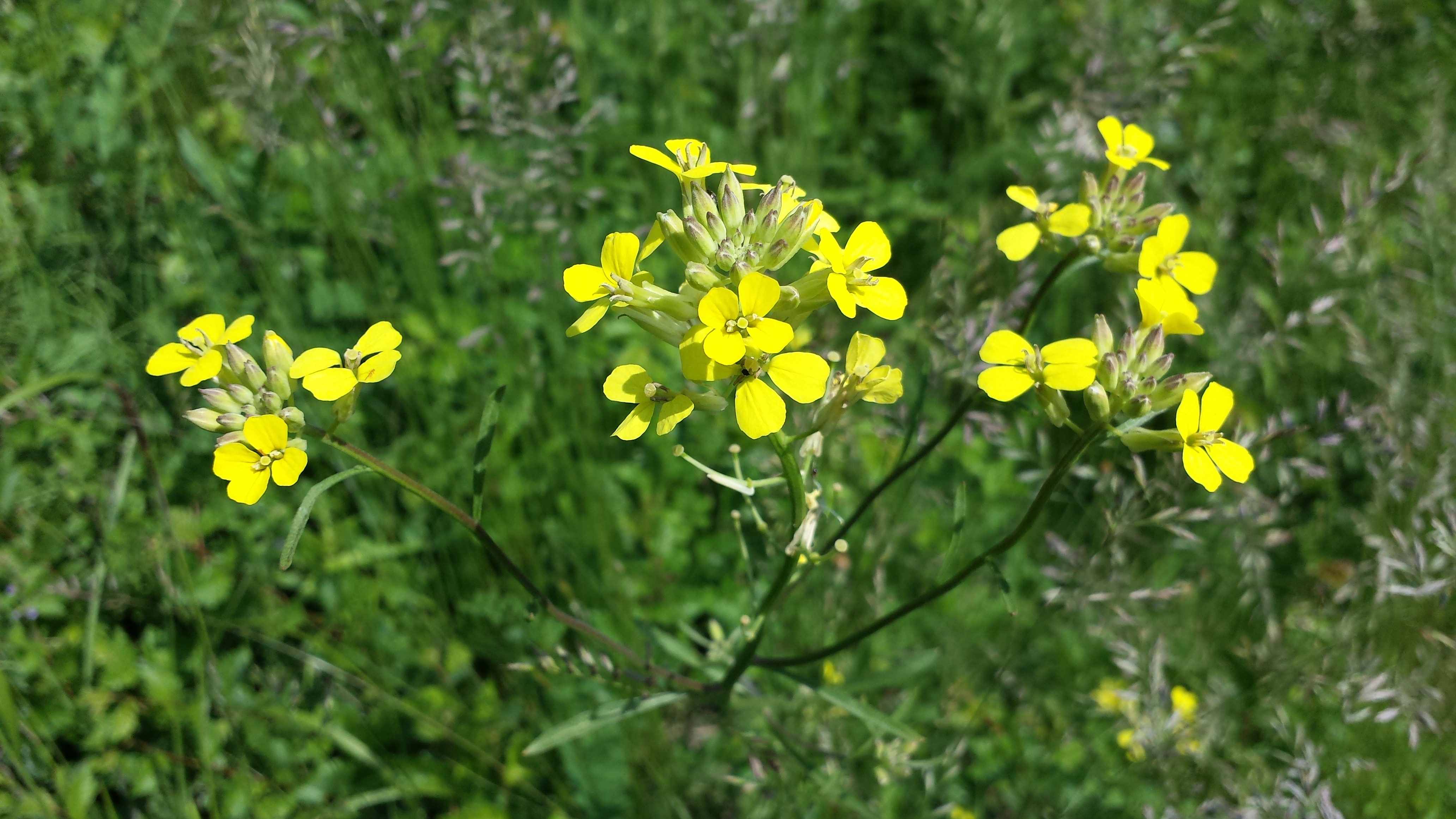
trýzel rozvětvený
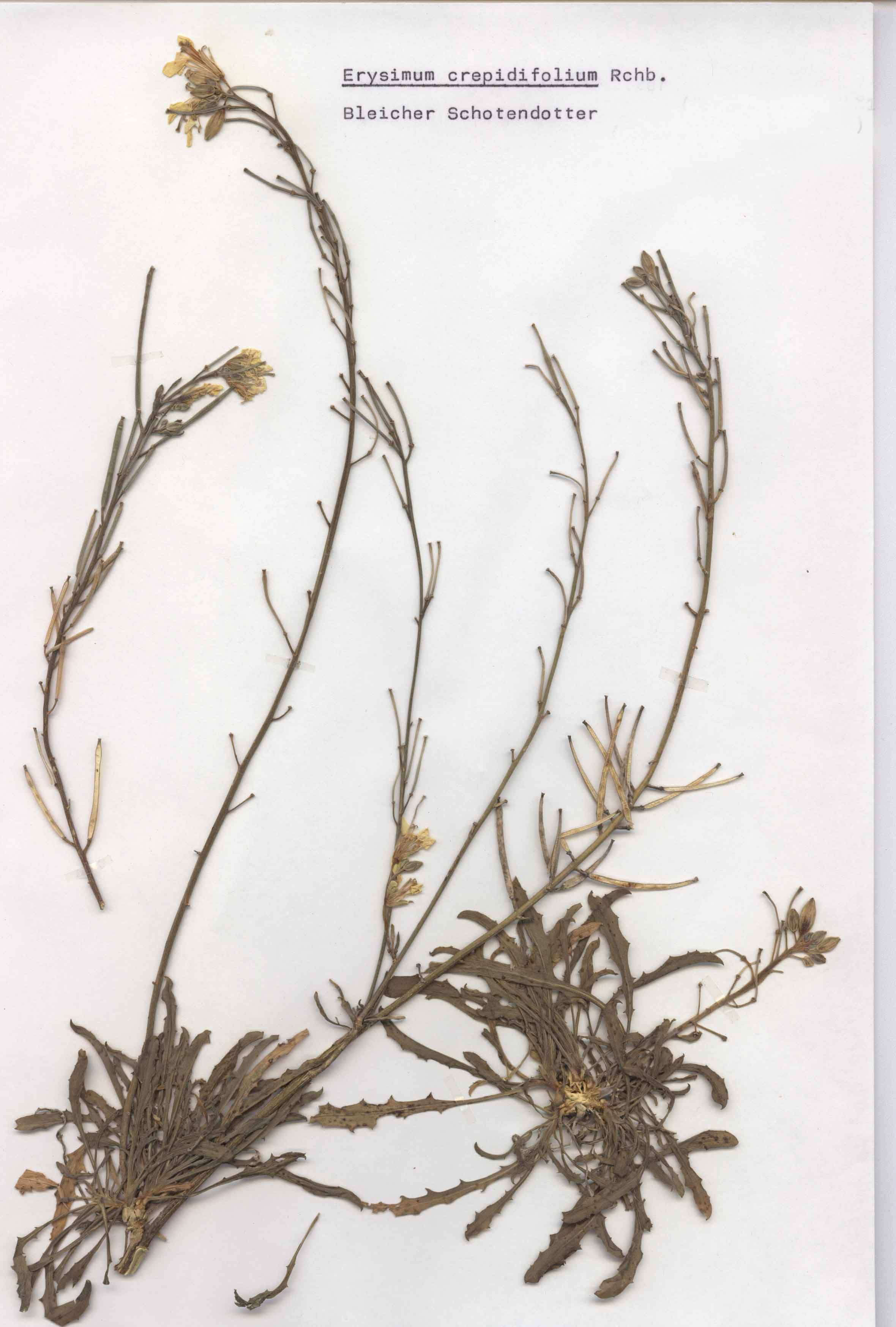
trýzel škardolistý